# Melocactus
Genre
Synonymes
- Cactus Britton & Rose[1]

Melocactus est un genre de la famille des Cactacées, composé d'environ 40 espèces. Ce sont des cactus en forme de melon, d'où leur nom scientifique (le nom anglais est Turk’s head, « tête de Turc »). Ils sont originaires des Caraïbes, des Antilles et du nord de l'Amérique du Sud. Les populations sont en déclin et ils sont localement protégés.

## Caractéristiques
La base est renflées, ronde ou ovale. Les plantes adultes se reconnaissent facilement à leur céphalium, une structure de substance laineuse, dont la couleur varie du rose pale au brun, qui se développe au sommet de la plante et où apparaissent les boutons floraux.
Leur culture est difficile, car en hiver ils demandent une température réduite, de l'ordre de 15 °C, mais avec un bon taux d'humidité. Melocactus matanzanus est moins exigeant.

## Liste d'espèces
Selon GRIN (12 septembre 2017) :
- Melocactus broadwayi (Britton & Rose) A. Berger
- Melocactus caroli-linnaei N. P. Taylor
- Melocactus conoideus Buining & Brederoo
- Melocactus curvispinus Pfeiff.
- Melocactus deinacanthus Buining & Brederoo
- Melocactus glaucescens Buining & Brederoo
- Melocactus harlowii (Melocactus evae)(Britton & Rose) Vaupel
- Melocactus holguinensis Areces
- Melocactus intortus (Mill.) Urb. - "tête à l'anglais"
- Melocactus matanzanus León
- Melocactus oreas Miq.
- Melocactus paucispinus Heimen & R. J. Paul
- Melocactus peruvianus Vaupel
- Melocactus violaceus Pfeiff.

Selon The Plant List (12 septembre 2017) :
- Melocactus andinus R.Gruber ex N.P.Taylor
- Melocactus azureus Buining & Brederoo
- Melocactus bahiensis (Britton & Rose) Luetzelb.
- Melocactus bellavistensis Rauh & Backeb.
- Melocactus braunii Esteves
- Melocactus broadwayi (Britton & Rose) A. Berger
- Melocactus caroli-linnaei N.P. Taylor
- Melocactus concinnus Buining & Brederoo
- Melocactus conoideus Buining & Brederoo
- Melocactus coronatus (Lam.) Backeb.
- Melocactus curvispinus Pfeiff.
- Melocactus deinacanthus Buining & Brederoo
- Melocactus ernestii Vaupel
- Melocactus estevesii P.J.Braun
- Melocactus ferreophilus Buining & Brederoo
- Melocactus glaucescens Buining & Brederoo
- Melocactus harlowii (Britton & Rose) Vaupel
- Melocactus havannensis (Pfeiff.) Miq.
- Melocactus intortus (Mill.) Urb.
- Melocactus lanssensianus P.J.Braun
- Melocactus lemairei (Monv. ex Lem.) Miq. ex Lem.
- Melocactus levitestatus Buining & Brederoo
- Melocactus macracanthos (Salm-Dyck) Link & Otto
- Melocactus matanzanus León
- Melocactus mazelianus Říha
- Melocactus neryi K.Schum.
- Melocactus oreas Miq.
- Melocactus pachyacanthus Buining & Brederoo
- Melocactus paucispinus G. Heimen & R. Paul
- Melocactus peruvianus Vaupel
- Melocactus salvadorensis Werderm.
- Melocactus schatzlii H.Till & R.Gruber
- Melocactus smithii (Alexander) Buining ex G.D. Rowley
- Melocactus violaceus Pfeiff.
- Melocactus zehntneri (Britton & Rose) Luetzelb.

## Interaction humaine
Les Melocactus, (Melocactus matanzanus), ont été les premiers cactus ramenés du Nouveau Monde en Europe par Christophe Colomb.
Carl von Linné leur a donné le nom de Cactus qui s'est étendu ensuite à toute la famille.
La plupart des espèces de Melocactus sont victimes de la dégradation de leur habitat et les populations sont en déclin, voir menacées d'extinction. Ils sont aussi consommés par le bétail. Les espèces sont protégées localement. Inscrites sur la Liste rouge de l'UICN (Union Internationale pour la Conservation de la Nature), leur commerce est règlementé par la Convention sur le commerce international des espèces de faune et de flore sauvages menacées d'extinction.